# Tlogorejo (Butuh)
Tlogorejo is een bestuurslaag in het regentschap Purworejo van de provincie Midden-Java, Indonesië. Tlogorejo telt 305 inwoners (volkstelling 2010).